# Veturius amazonicus
Veturius amazonicus es una especie de coleóptero de la familia Passalidae.

## Distribución geográfica
Habita en Perú.